# Jiaxiang
Jiaxiang (chiń. upr. 家乡; chiń. trad. 家鄉; pinyin jiāxiāng, tłumaczone na ang. ancestral home) – w kulturze chińskiej pojęcie oznaczające miejsce pochodzenia przodków w linii męskiej. W zależności od wiedzy danej osoby może sięgać kilka pokoleń wstecz. Wielu Chińczyków, zwłaszcza mieszkających w diasporze wykazuje tendencję do identyfikowania się z własnym jiaxiang lub ludźmi pochodzącymi z danego obszaru, nawet jeżeli w tym miejscu nigdy nie byli. W języku kantońskim pojęciu temu odpowiada héung hǎa (jyutping; chiń. upr. 乡下; chiń. trad. 鄉下; pinyin Xiāngxià; w mindong: Ssjóng ngǎa).